# André Rosseel
André Rosseel (Lauwe, 23 novembre 1924 – Roeselare, 8 dicembre 1965) è stato un ciclista su strada belga.
Professionista tra il 1947 ed il 1957, quattro tappe al Tour de France e una Gand-Wevelgem.

## Carriera
Discreto velocista che soffriva le salite, passò professionista nel 1947, vincendo nella prima stagione il Circuit de Flandre centrale. L'anno successivo vinse la Dwars door België, successo che bissarà nel 1950, stagione in cui conquistò anche quattro tappe al Tour d'Algérie. Il 1951 fu una stagione molto propizia, con i successi al Tour d'Algerie (primo nella generale e due vittorie di tappa), alla Gand-Wevelgem, una vittoria di tappa al Giro del Belgio e due al Tour de France. Nel 1952 vinse una tappa al Giro del Belgio e due al Tour de France, mentre nel 1953 ottenne solo un successo di tappa al Tour d'Algerie. Nel 1954 trionfò al Tour du Nord, conquistando anche due tappe. Vinse anche la Vlaamse Pijl nel 1955 e il Circuit des régions frontalières a Mouscron nel 1956. Partecipò a tre edizioni del Tour de France, una del Giro d'Italia e una della Vuelta a España.
Morì a soli 41 anni nell'ospedale di Roeselare, in seguito ad un incidente stradale.

## Palmarès
- 1946 (due vittorie)

Campionati belgi: Prova in linea allievi
Gent-Luigne, indipendenti
- 1947 (Alcyon e La Française, una vittoria)

Circuit de Flandre centrale
- 1948 (Alcyon e La Française, una vittoria)

Classifica generale Dwars door België
- 1950 (Terrot e Alcyon, sei vittorie)

2ª tappa Tour d'Algérie
4ª tappa Tour d'Algérie
12ª tappa Tour d'Algérie
15ª tappa Tour d'Algérie
1ª tappa Dwars door België (Waregem > Eisden)
Classifica generale Dwars door België
- 1951 (Terrot, sette vittorie)

2ª tappa Tour d'Algérie
3ª tappa Tour d'Algérie
Classifica generale Tour d'Algérie
Gand-Wevelgem
2ª tappa Giro del Belgio (Blankenberge > Charleroi)
8ª tappa Tour de France (Angers > Limoges)
15ª tappa Tour de France (Luchon > Carcassonne)
- 1952 (Terrot, tre vittorie)

5ª tappa Giro del Belgio (Virton > Liegi)
2ª tappa Tour de France (Rennes > Le Mans)
16ª tappa Tour de France (Perpignano > Tolosa)
- 1953 (Terrot, una vittoria)

5ª tappa Tour d'Algérie
- 1954 (Terrot, tre vittorie)

1ª tappa Tour du Nord (Lilla > Boulogne-sur-Mer)
5ª tappa Tour du Nord (Cambrai > Roubaix)
Classifica generale Tour du Nord
- 1955 (Elvé, Terrot e Girardengo, una vittoria)

Vlaamse Pijl
- 1956 (Elvé, due vittorie)

Circuit des régions frontalières (Mouscron)
1ª tappa Tour de l'Ouest

### Altri successi
- 1947

Criterium di Anzegem
- 1948

Criterium di Aalst
- 1949

Criterium di Wervik
- 1953

Criterium di Aalst
Criterium di Alsemberg
Criterium di Emelgem
Criterium di Ruiselede
Criterium di Vallorbe
- 1954

Criterium di Heule
Criterium di Koksijde
Criterium di Moorsele
Criterium di Saint-Ghislain
- 1955

Criterium di Wervik
- 1956

Criterium di Le Bizet
Criterium di Dentergem
Criterium di Heule
Criterium di Kruishoutem
Criterium di Roeselare
Criterium di Ruddervoorde
Criterium di Waarschoot
Criterium di Zonnebeke
- 1957

Criterium di Aartrijke
Criterium di Le Bizet
Criterium di Dentergem
Criterium di Oedelem

## Piazzamenti

### Grandi Giri
- Giro d'Italia

1954: 32º
- Tour de France

1948: ritirato (14ª tappa)
1951: 25º
1952: 28º
- Vuelta a España

1957: 30º

### Classiche monumento
- Milano-Sanremo

1948: 41º
1954: 13º
1956: 97º
- Giro delle Fiandre

1951: 13º
1953: 17º
1954: 7º
1957: 21º
- Parigi-Roubaix

1949: 12º
1950: 13º
1952: 12º
1953: 47º
1956: 20º
- Liegi-Bastogne-Liegi

1950: 10º
1951: 19º
1952: 20º
1953: 12º
1954: 13º
- Giro di Lombardia

1954: 65º